# Herbert Nikolaus Lenhof
Herbert Nikolaus Lenhof (ur. 20 sierpnia 1936 w Völklingen, zm. 13 października 2017 w miejscowości Limburg an der Lahn) – niemiecki duchowny, emerytowany biskup Queenstown.

## Życiorys
Herbert Nikolaus Lenhof został pallotynem przez przystąpienie do Kolegium Biskupa Vietera w Limburgu. Wykształcenie zdobył w Olpe i Wyższej Szkole Filozoficzno-Teologicznej w Vallendarze. 18 lipca 1965 otrzymał święcenia kapłańskie, po czym działał początkowo w Kolegium Wincentego Pallottiego w Rheinbach, później jako misjonarz. Lenhof początkowo służył jako kapelan szpitala, a następnie w latach 1978 – 1981 prowadził, jako starszy przełożony, misji pallotyńskiej w Południowej Afryce. W 1981 został proboszczem i spirytuałem w Kongregacji Sióstr Matki Boskiego Miłosierdzia w Ntaba Maria. Zgromadzenie kierowało m.in. dużym centrum opieki zdrowotnej.
Przez Jana Pawła II został w 1984 mianowany trzecim biskupem południowoafrykańskiego biskupstwa Queenstown. Święceń biskupich udzielił mu 28 kwietnia tego samego roku jego przyszły poprzednik na urzędzie, John Baptist Rosner, przy koncelebrze biskupa Oudtshoornu Edwarda Roberta Adamsa oraz biskupa Umataty – Andrew Zolile T. Brook. Jako dewizę wybrał Bądźcie mi świadkami
Był długoletnim kierownikiem grupy „Rozwój i dobrobyt” przy Konferencji biskupów Afryki południowej i koordynował m.in. pracę nad uświadamianiem o AIDS i zakażeniach HIV.
16 listopada 2009 Benedykt XVI przyjął rezygnację z urzędu ze względu na stan zdrowia kapłana.